# Ed Cuffee
Edward Emerson „Ed“ Cuffee (*  7. Juni 1902 in Norfolk, Virginia; † 3. Januar 1959 in New York City, New York) war ein US-amerikanischer Jazz-Posaunist.
Cuffee zog Mitte der 1920er Jahre nach New York City und spielte mit Clarence Williams und Bingie Madison. 1929 bis 1934 war er bei McKinney’s Cotton Pickers und 1935 bis 1938 in der Big Band von Fletcher Henderson. In den 1940ern spielte er mit Leon Abbey (ab 1940), Count Basie (1941), Chris Columbus (1944) und Bunk Johnson (1947). Ende der 1940er Jahre gab er den Musikerberuf auf.

## Biographischer Eintrag
- John Chilton Who´s who of Jazz, Da Capo 1985